# Herbert Ponting

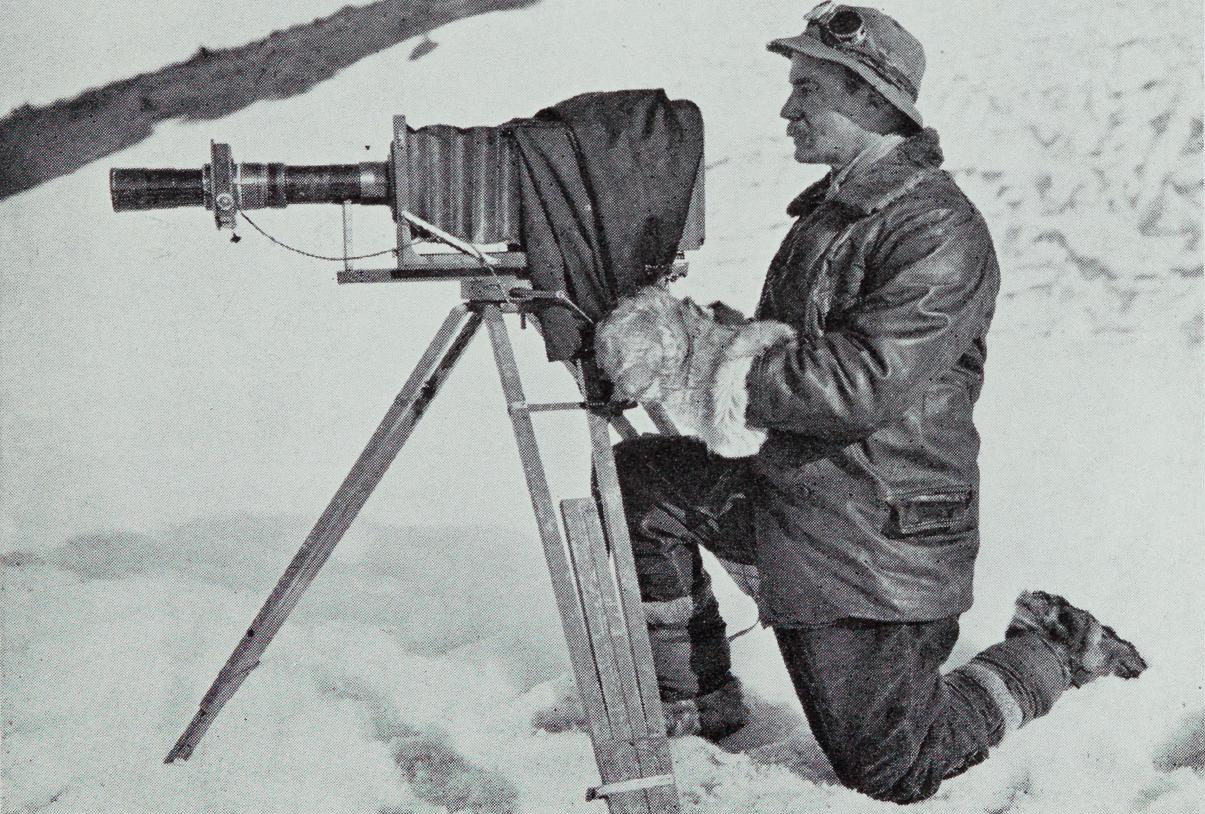
Herbert Ponting et son appareil photo muni d'un téléobjectif.

Herbert Ponting, né le 21 mars 1870 à Salisbury et mort le 7 février 1935 à Londres, est un photographe anglais.
Il est surtout connu comme le photographe et le cinéaste de l'expédition Terra Nova en Antarctique dirigée par Robert Falcon Scott de 1910 à 1912.

## Biographie

### Début de carrière
Herbert George Ponting est né à Salisbury, dans le Wiltshire au sud de l'Angleterre le 21 mars 1870. Son père, Francis Ponting, est banquier. À l'âge de dix-huit ans, il est employé dans une succursale bancaire à Liverpool, où il travaille trois ans ; cette période est suffisamment longue pour le convaincre qu'il ne souhaite pas suivre la profession de son père. Il émigre en Californie et acquiert un ranch agricole, spécialisé dans les arbres fruitiers. En 1895, il épouse une Californienne, Mary Biddle Elliott ; leur fille Mildred naît à Auburn, en Californie, en janvier 1897.
Il vend son exploitation en 1898 et fait de son hobby de longue date pour la photographie son nouveau métier. Il s'installe à Sausalito, au nord de San Francisco, et travaille en tant que photographe indépendant pour des périodiques anglophones. Il effectue un premier voyage en Chine et au Japon pour le compte de CH Graves, une société de stéréoscopie, et du magazine Leslie's Weekly afin de prendre des photographies stéréoscopiques du Japon et de couvrir la guerre américano-philippine ainsi que la révolte des Boxers en Chine. Il couvre la guerre russo-japonaise de 1904-1905, se rend en Birmanie, en Corée, à Java et en Inde ; il publie au Japon deux livres livres de photographies en 1905 et 1906. Il présente ses photographies à des concours, remporte des prix ; il envoie certaines de ses photographies stéréoscopiques à des sociétés qui les publient. Il est élu membre de la Royal Geographical Society (FRGS) en 1905. 
En 1907, Ponting retourne en Europe, où il expose ses photographies, continue à prendre des vues , notamment en Suisse et en Espagne. Il écrit des articles illustrés pour des magazines tels que Country Life, The Graphic, The Illustrated London News, Pearson's Magazine et The Strand Magazine. Il publie en 1910 à Londres un ouvrage In Lotus-land Japan, avec 104 photographies, en couleur et en noir et blanc, de divers aspects du Japon, et expose la même année, de mai à octobre, ses photographies à la Japan-British Exhibition / 日英博覧会, Nichi-Ei Hakuran-kai organisée conjointement par la Grande-Bretagne et l'empire du Japon  dans le quartier de White City à Londres, exposition internationale dans le cadre de l'alliance anglo-japonaise.

### L'expédition Terra Nova 1910-1912
Lors de l'expédition Terra Nova dirigée par Robert Falcon Scott visant à atteindre le pôle sud, il est engagé comme photographe et cinéaste ; c'est le premier photographe professionnel engagé pour faire découvrir au monde entier les premières images de l'Antarctique. Il aide à l'installation du camp d'hiver début 1911 au cap Evans, sur l'île de Ross, avec une chambre noire photographique : Hubert Ponting prend des photographies sur plaques de verre, ainsi qu'avec des plaques autochromes pour réaliser des photographies en couleur. Il est aussi équipé d'une caméra portable ; il filme l'expédition, ainsi que la faune de l'Antarctique : orques, phoques et manchots. Il échappe de peu à la mort lorsqu'un groupe de huit orques brise la banquise sur laquelle il se tenait dans le détroit de McMurdo. Pendant l'hiver 1911, Ponting prend de nombreuses photographies de Scott et des autres membres de l'expédition dans leur camp de base du cap Evans ; il a emporté avec lui des photographies et les projette à ses compagnons. 
Après 14 mois passés au cap Evans, Herbert Ponting et huit autres hommes remontent à bord du Terra Nova en février 1912 pour retourner en Grande-Bretagne. Il classe l'ensemble des plus de 1 700 plaques photographiques qu'il a prises et rédige un récit de l'expédition

### Fin de carrière
La fin catastrophique de l'expédition de Scott a un impact sur la vie et la carrière de Ponting : l'expédition s'était endettée pour  partir et comptait que Scott revienne du pôle Sud en tant que célébrité, puisse utiliser les photographies et les séquences cinématographiques de Ponting dans diverses manifestations qui auraient été un élément clé de récupération financière pour l'expédition. Cependant, la découverte des corps de Scott et de ses compagnons sur la plate-forme glaciaire de Ross en novembre 1912 avec leurs journaux et carnets de bord qui décrivent les derniers jours des explorateurs, avec les supplications de Scott à ses compatriotes pour qu'ils veillent au bien-être des veuves et des survivants de l'expédition, appels éloquents qui sont publiés dans la presse britannique, suscitent des dons massifs de la part du public britannique. Dans ce cadre, les photographies antarctiques de Ponting sont devenues un mémorial à Scott et à ses compagnons plutôt qu'une célébration ; elles sont publiées dans la presse, présentées dans toute la Grande-Bretagne et utilisée dans de nombreuses conférences données par Ponting et d'autres membres de l'expédition.
Au début de la Première Guerre mondiale, Ponting tente en vain d'être engagé par le ministère de la Guerre comme photographe de correspondant de guerre, mais son âge est invoqué pour justifier le rejet de sa candidature. Des copies de ses films sur Scott sont montrées aux soldats au front qui, selon un aumônier de l'armée, ont été émus par l'héroïsme de Scott et de ses hommes selon Ponting dans The Great White South. 
Ponting se brouille avec certains des membres survivants de l'expédition qui pensent qu'il profite de l'exposition pour gagner de l'argent et de la célébrité, accusation infondée, Ponting estimant qu'il est de son devoir de protéger non seulement les intérêts de son programme photographique, mais aussi la mémoire et les réalisations de  l'expédition ; la majeure partie de l'argent des conférences de Ponting sert à rembourser les dettes de l'expédition et à alimenter le fonds commémoratif créé pour aider les veuves et les personnes à charge des membres qui ont péri.
En 1921, il publie The Great White South, récit photographique de l'expédition, qui est un succès populaire. Il produit au Royaume Uni deux films documentaires basés sur les séquences cinématographiques qu'il a conservées : 
- The Great White Silence, film muet, sorti à Paris le 24 novembre 1922 sous le titre L'Éternel silence[8],[9] et à Londres le 1er mai 1924.
- Ninety Degrees South, film sonore, en 1933, réalisé en collaboration avec Edward Evans[10],[11]. Une adaptation en français est diffusée à la télévision française sous le titre 90° sud en 2022[12].

Herbert Ponting meurt à son domicile de Londres en 1935.

### Postérité
Le Scott Polar Research Institute achète la collection photographique de Ponting en 2004 pour 533 000 livres., The Great White Silence est restauré par le British Film Institute et réédité en 2011, avec une bande originale musicale de Simon Fisher Turner (en).

## Publications
- (en) avec T. Enami : Japan through the stereoscope, New York, Underwood & Underwood, 1904 : boîte de 100 vues stéréoscopiques des paysages, de la vie quotidienne, de coutumes et de la culture du Japon[15].
- (en + ja) Fuji-San, Tokyo, Ogawa Kazumasa Shuppanbu, 1905, 26 p. : photographies du Mont Fuji[2].
- (en + ja) Japanese studies, Yokohama, Kelly and Walsh, 1906.
- (en) « Photographing alligators », Scientific American. Supplement, no 65,‎ 1908, p. 353–354.
- (en) In Lotus-Land Japan ... With 8 illustrations in colour and 96 in monochrome, from photographs by the author, Londres, Macmillan & Co, 1910, XVI-395 p. (lire en ligne).

seconde édition : Londres et Toronto, J. M. Dent & Sons Ltd., E.P. Dutton & Co., 1922, XII-306 p.
- (en) « Cinematographing the Antarctic », Pearson's Magazine, no 9,‎ 1914, p. 235–249.
- (en) The great white south : being an account of experiences with Captain Scott's South Pole expedition and of the nature life of the Antarctic, Londres, Duckworth, 1921, XXVI-305 p..

## Galerie

### Photographies en Asie, 1907

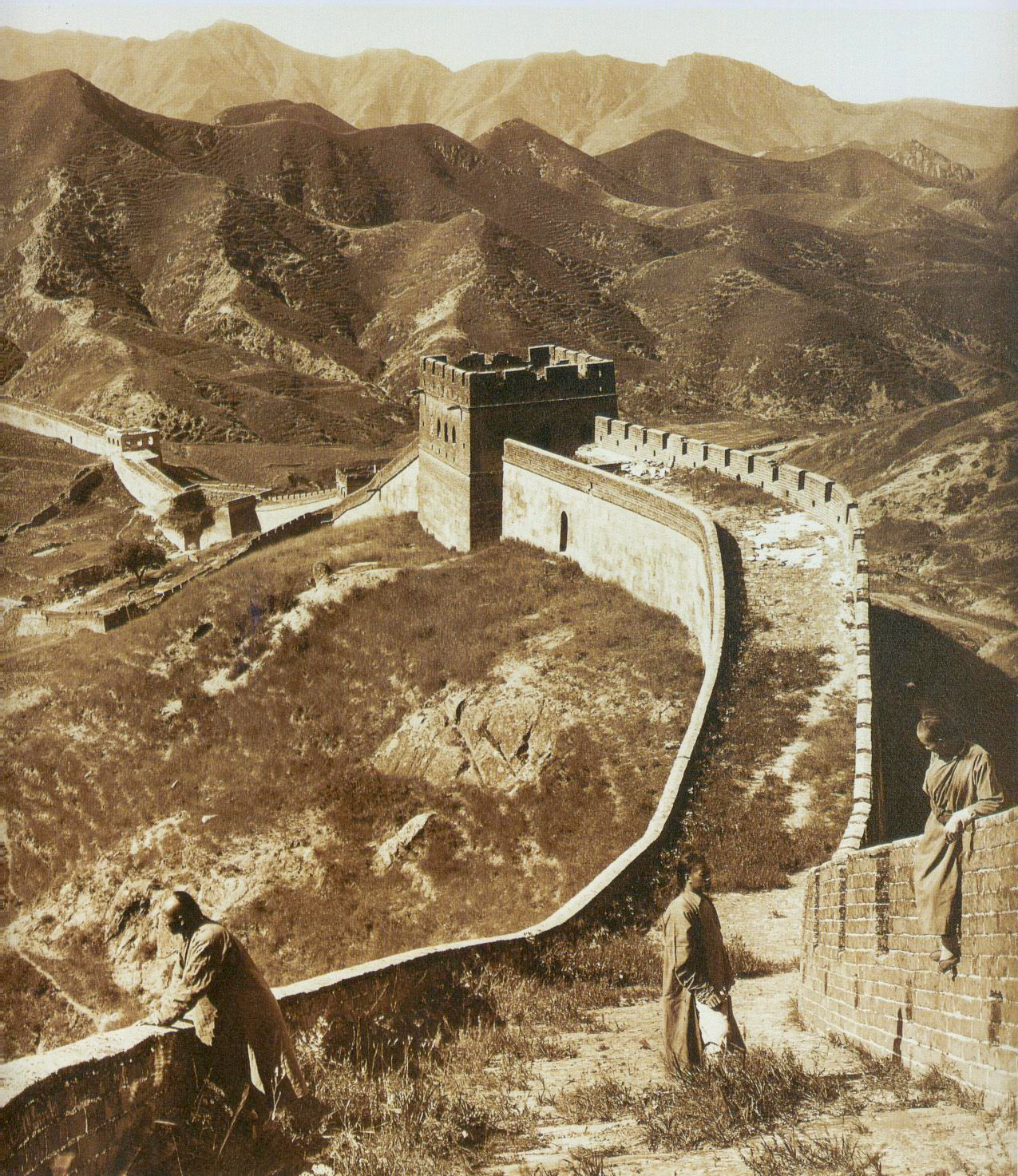
La Grande muraille de Chine.
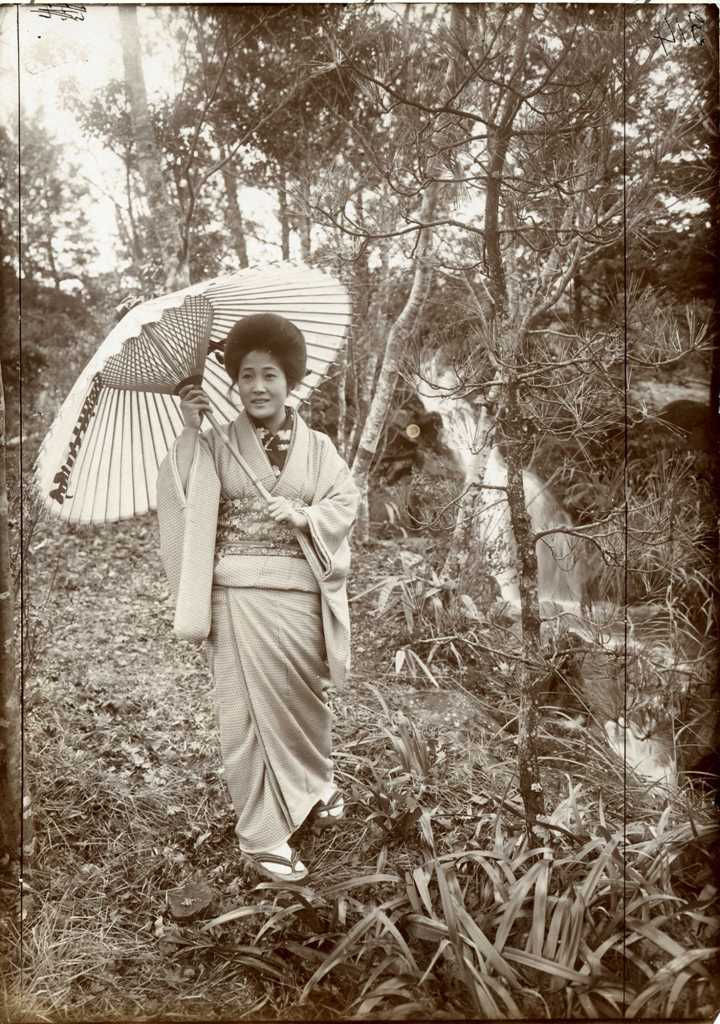
Jeune femme dans le jardin de la station thermale de Miyanoshita au Japon.
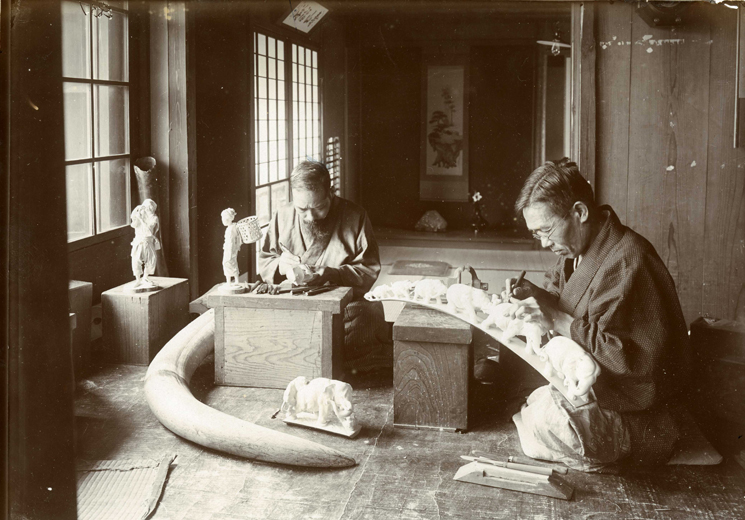
Graveurs sur ivoire à Tokyo.
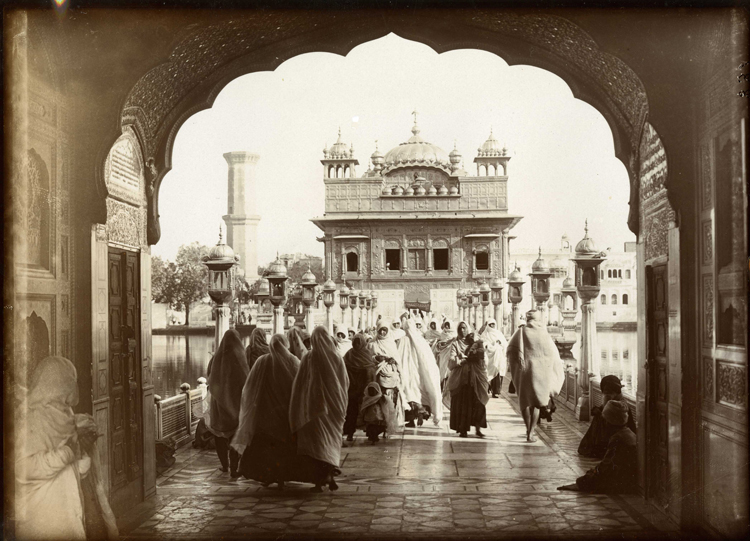
Entrée du Temple d'Or à Amritsar en Inde.
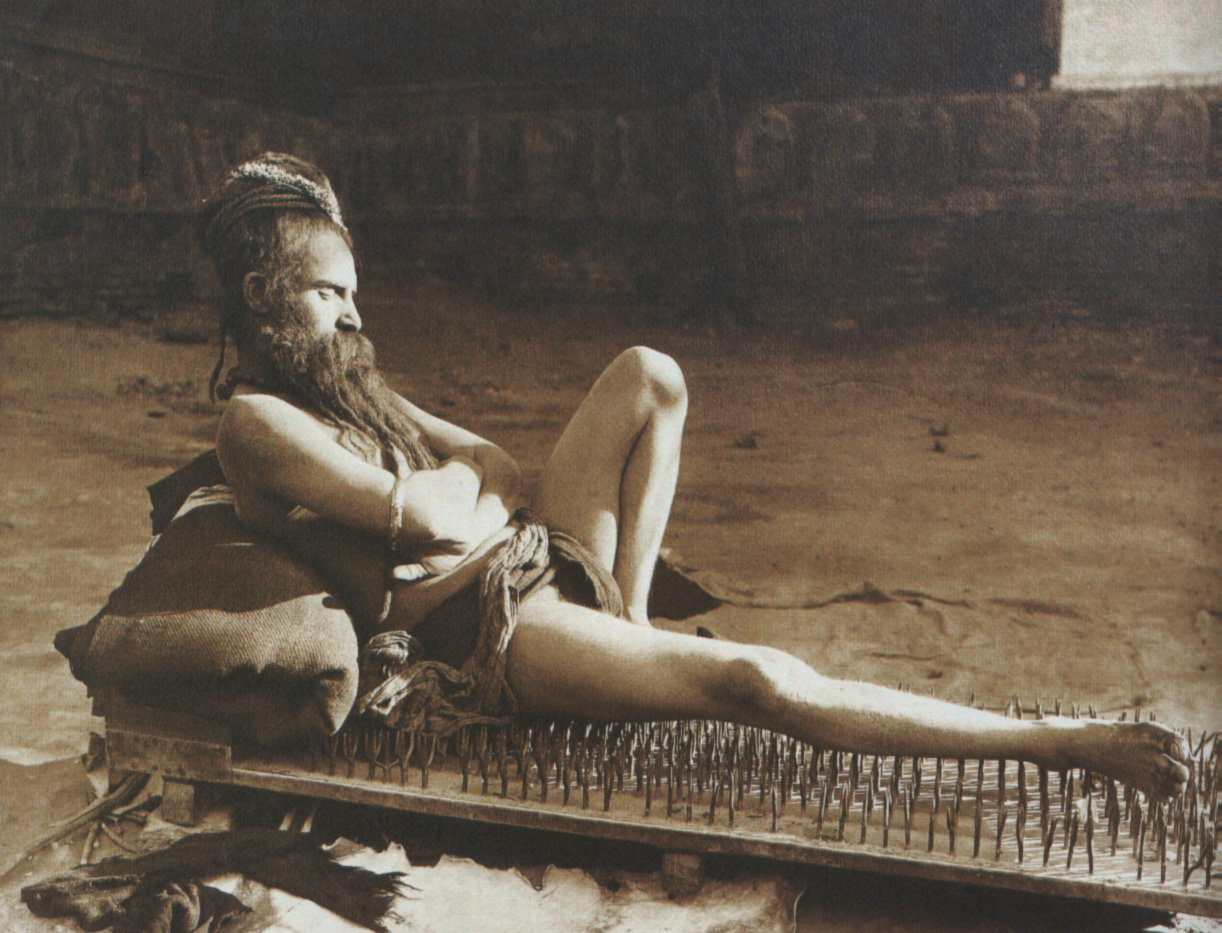
Yogi à Bénarès en Inde assis sur un lit de clous.

### Photographies de l'expédition Terra Nova, 1910-1912

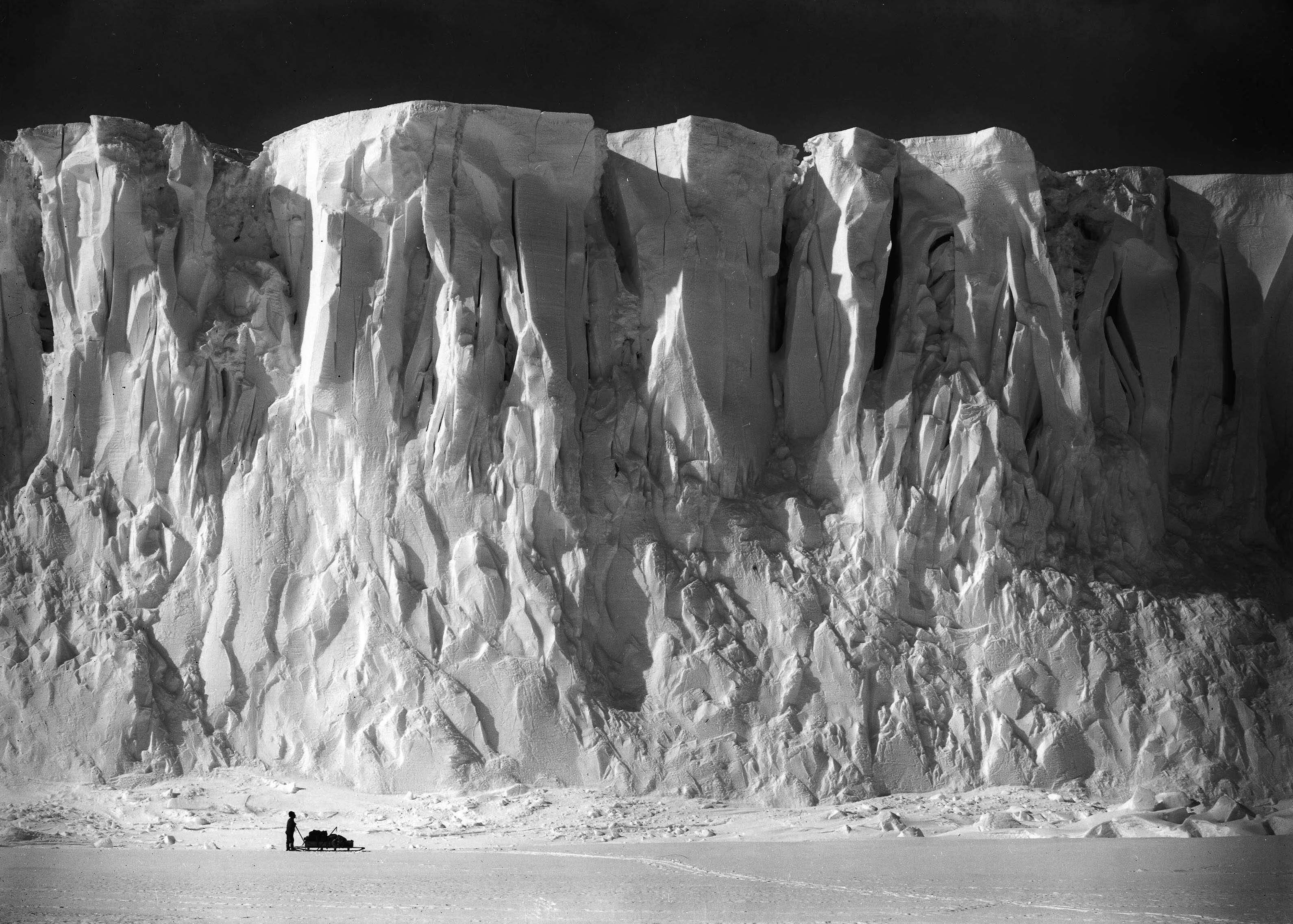
Le Glacier Barne, 1910.
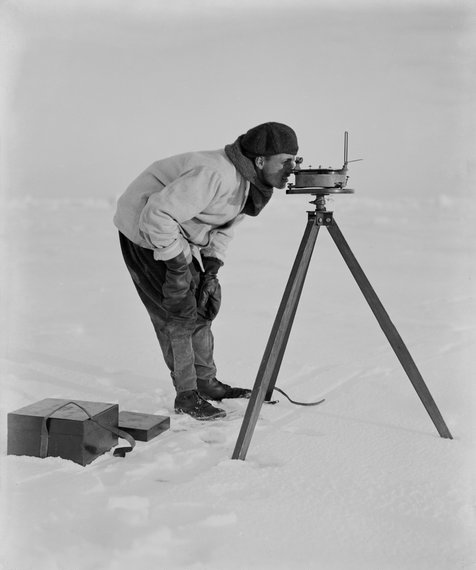
Harry Pennell, décembre 1910.
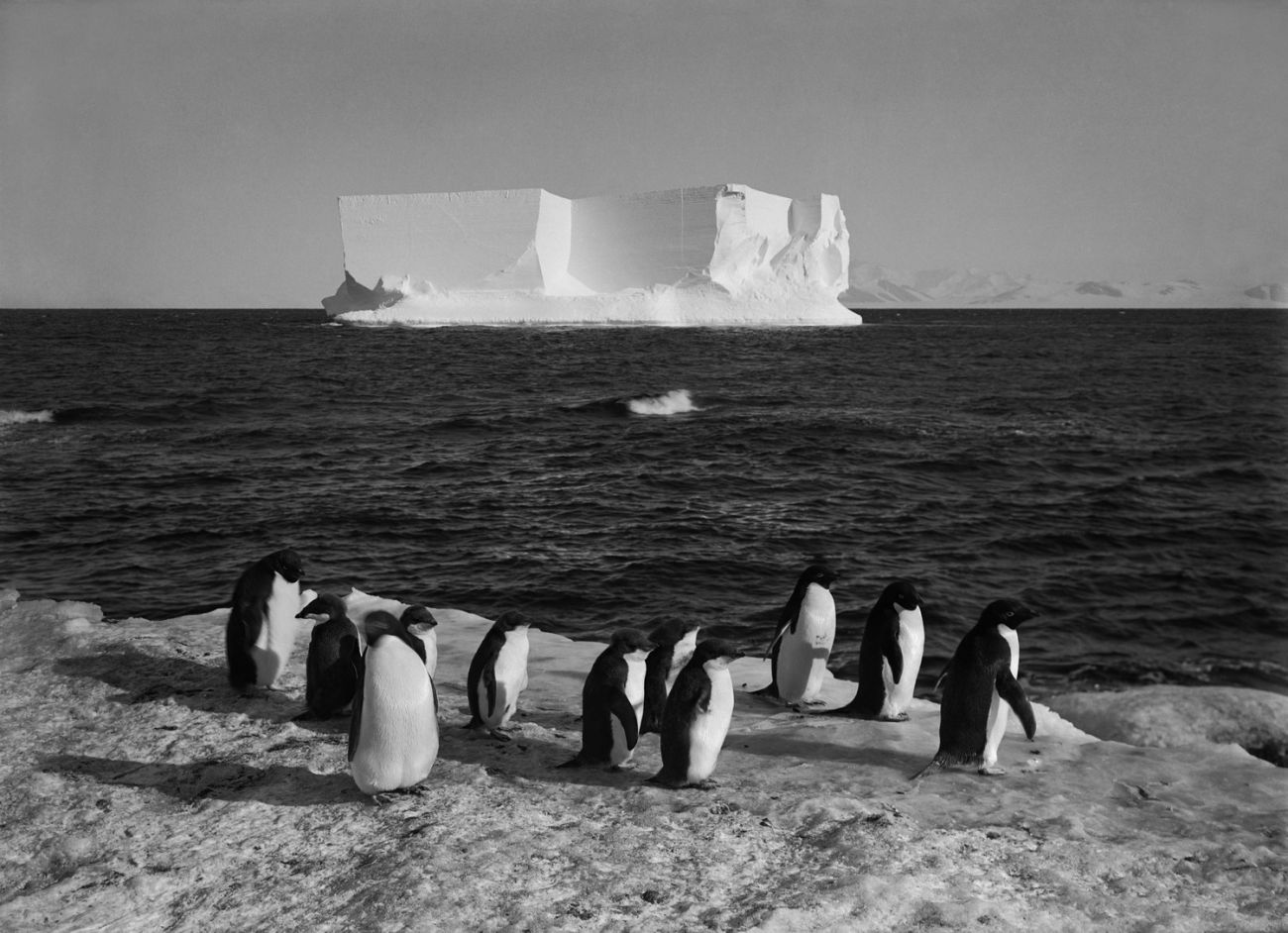
Pingouins à Cap Royds
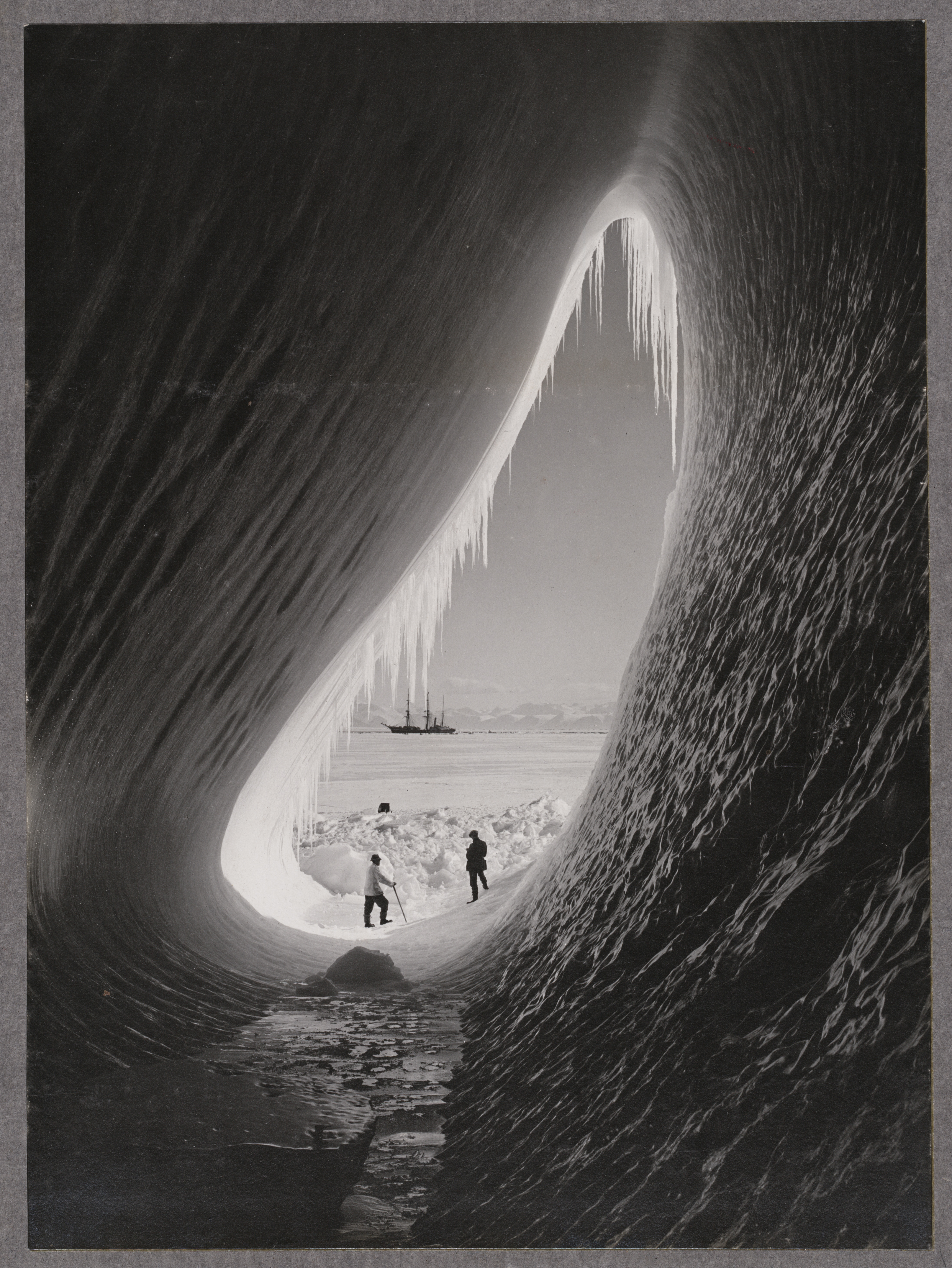
Grotte dans un iceberg, 5 janvier 1911.
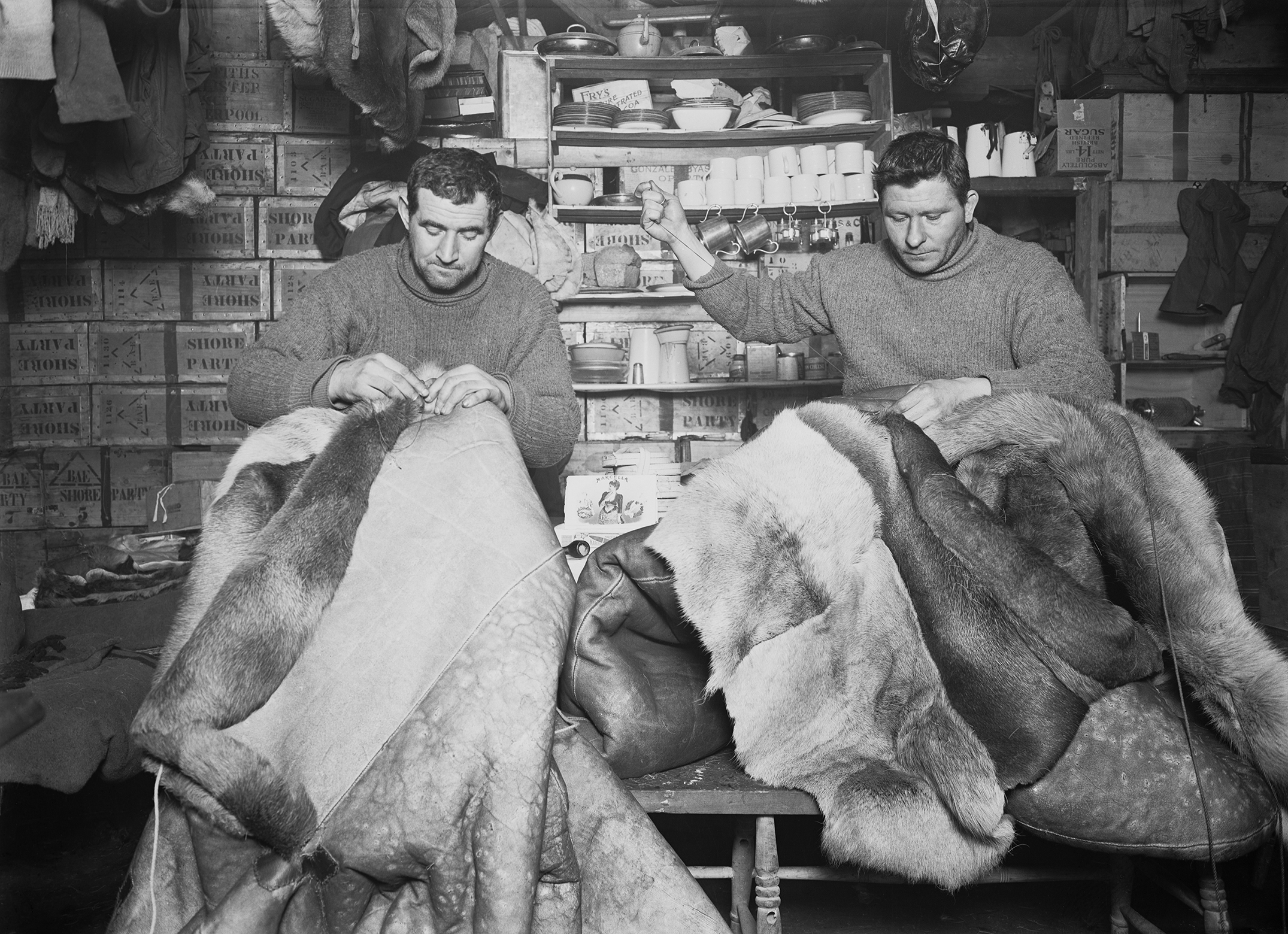
Edgar Evans et Thomas Crean réparant des sacs de couchage, 16 mai 1911.
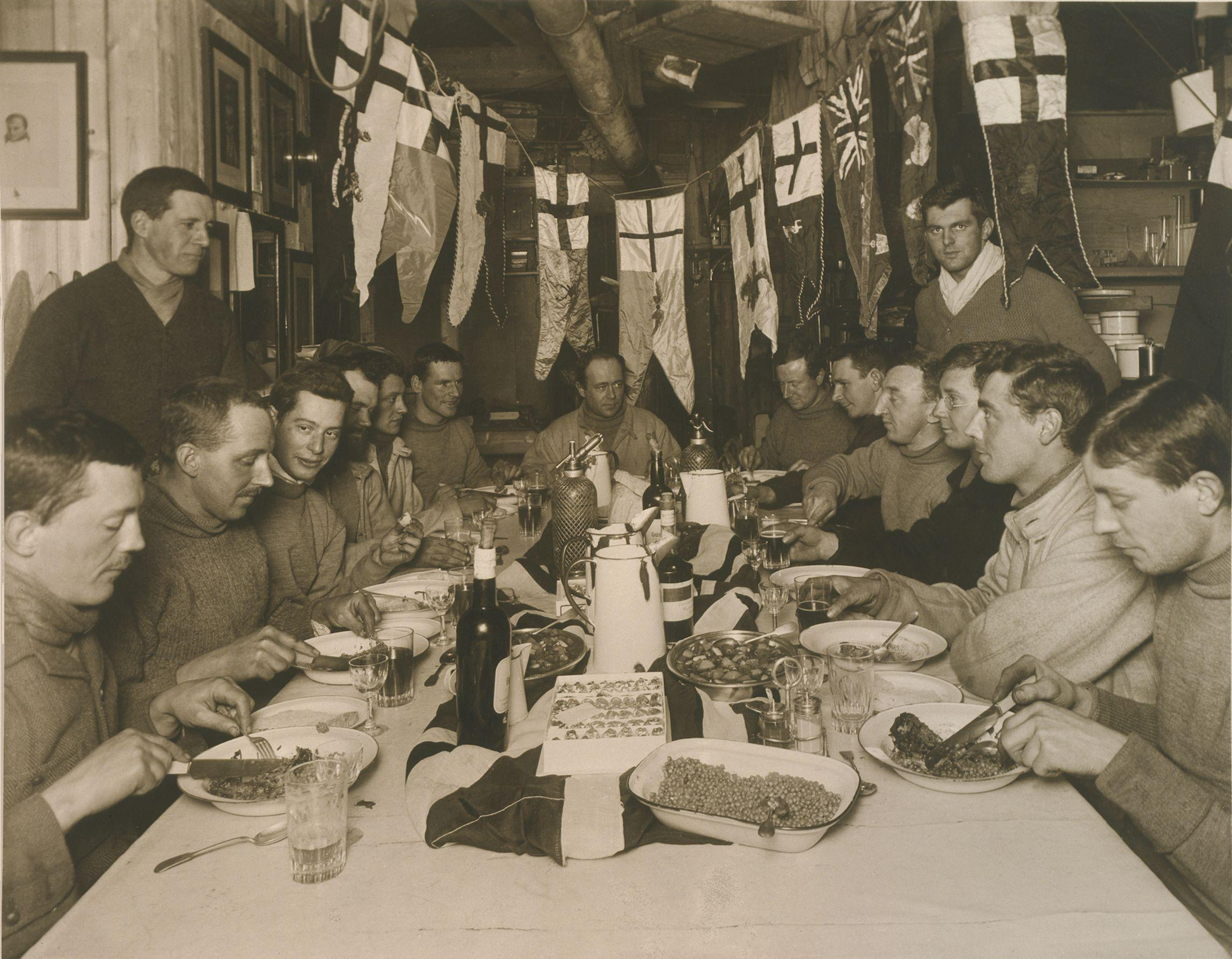
Le dîner d'anniversaire de Robert Falcon Scott à Cap Evans, 6 juin 1911.
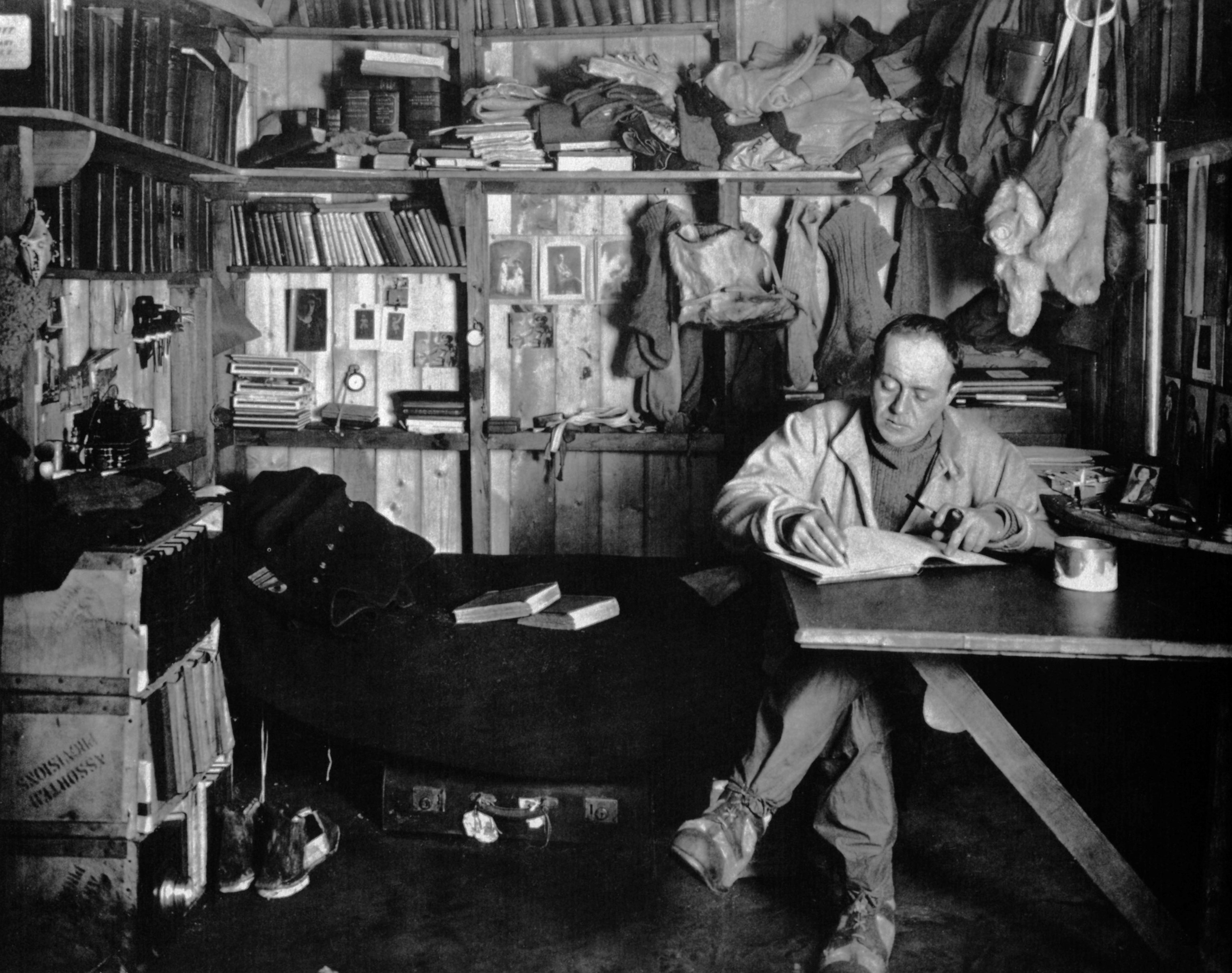
Robert Falcon Scott à Cap Evans, 7 octobre 1911.
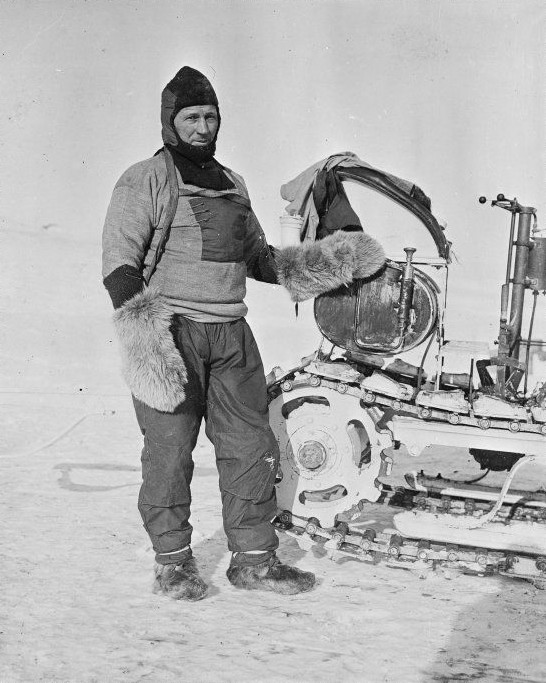
William Lashly auprès d'un des traîneaux à moteur Wolseley, novembre 1911.
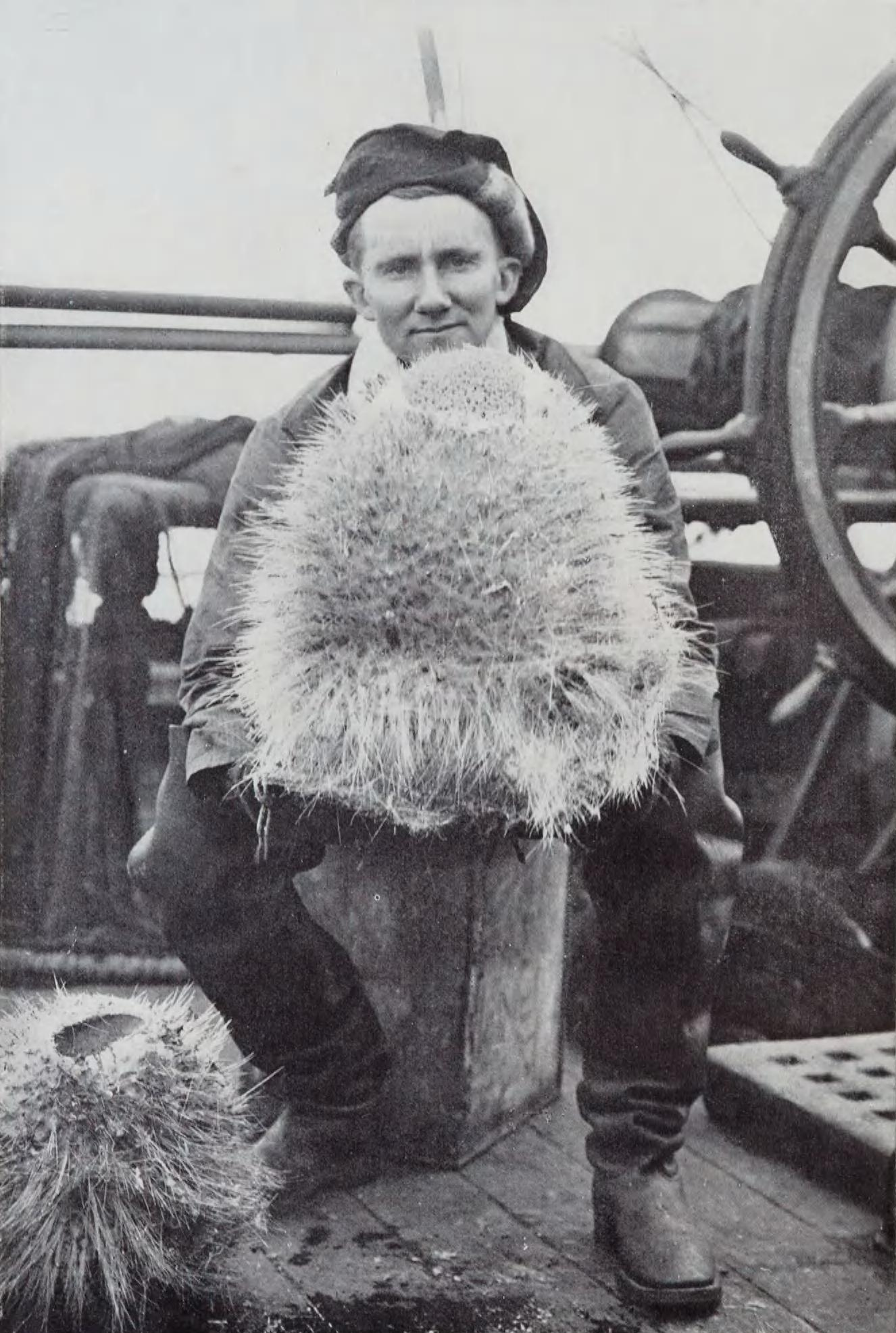
Le zoologiste Denis Gascoigne Lillie avec des éponges siliceuses sur le Terra Nova, 1911.
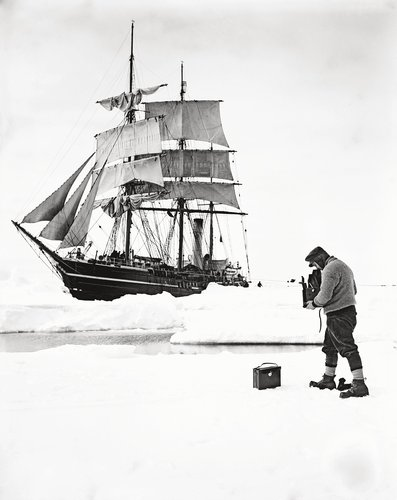
Autoportrait de Ponting avec le Terra Nova, 1911.
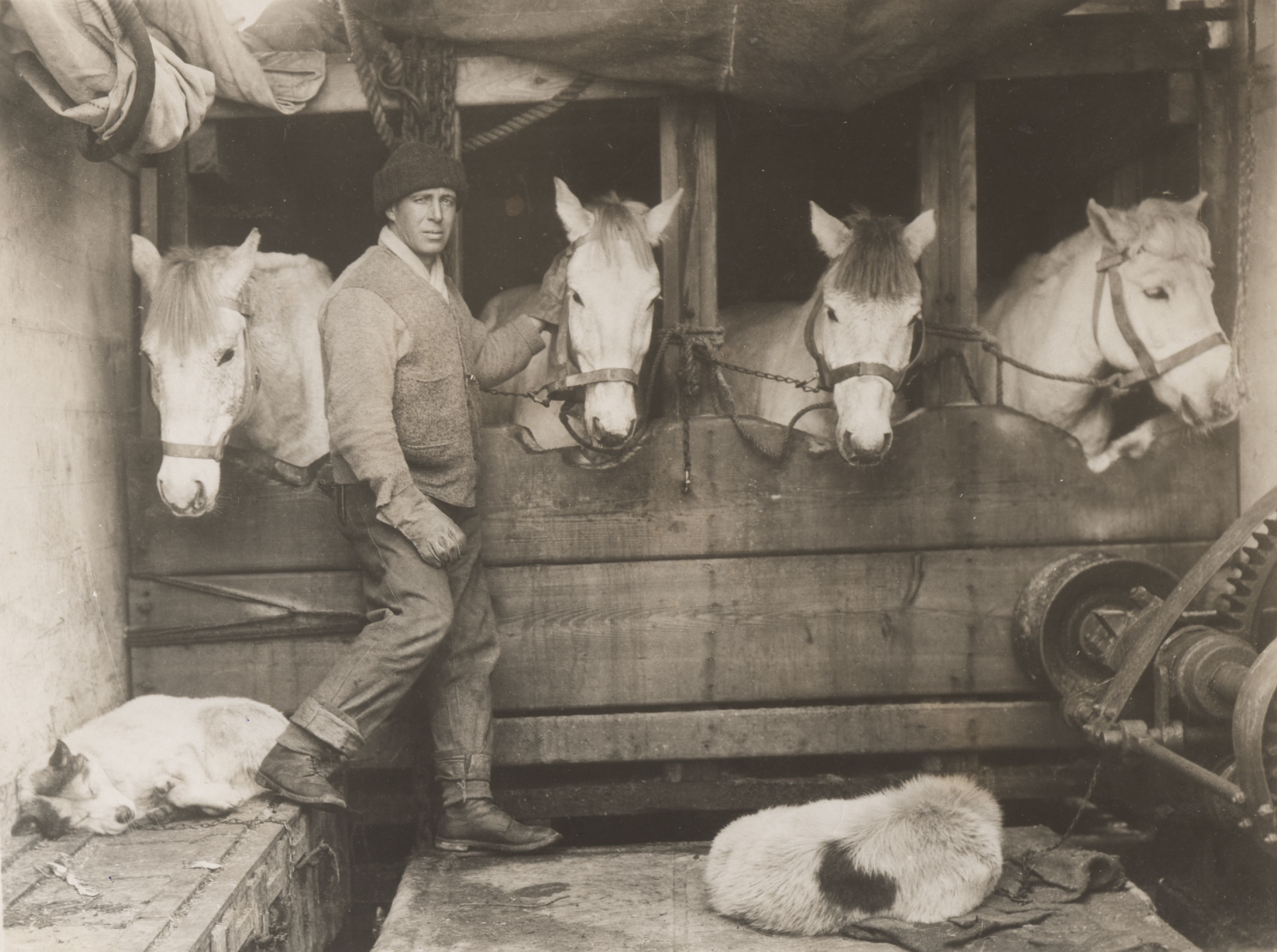
Lawrence Oates et les poneys de l'expédition, 1911.
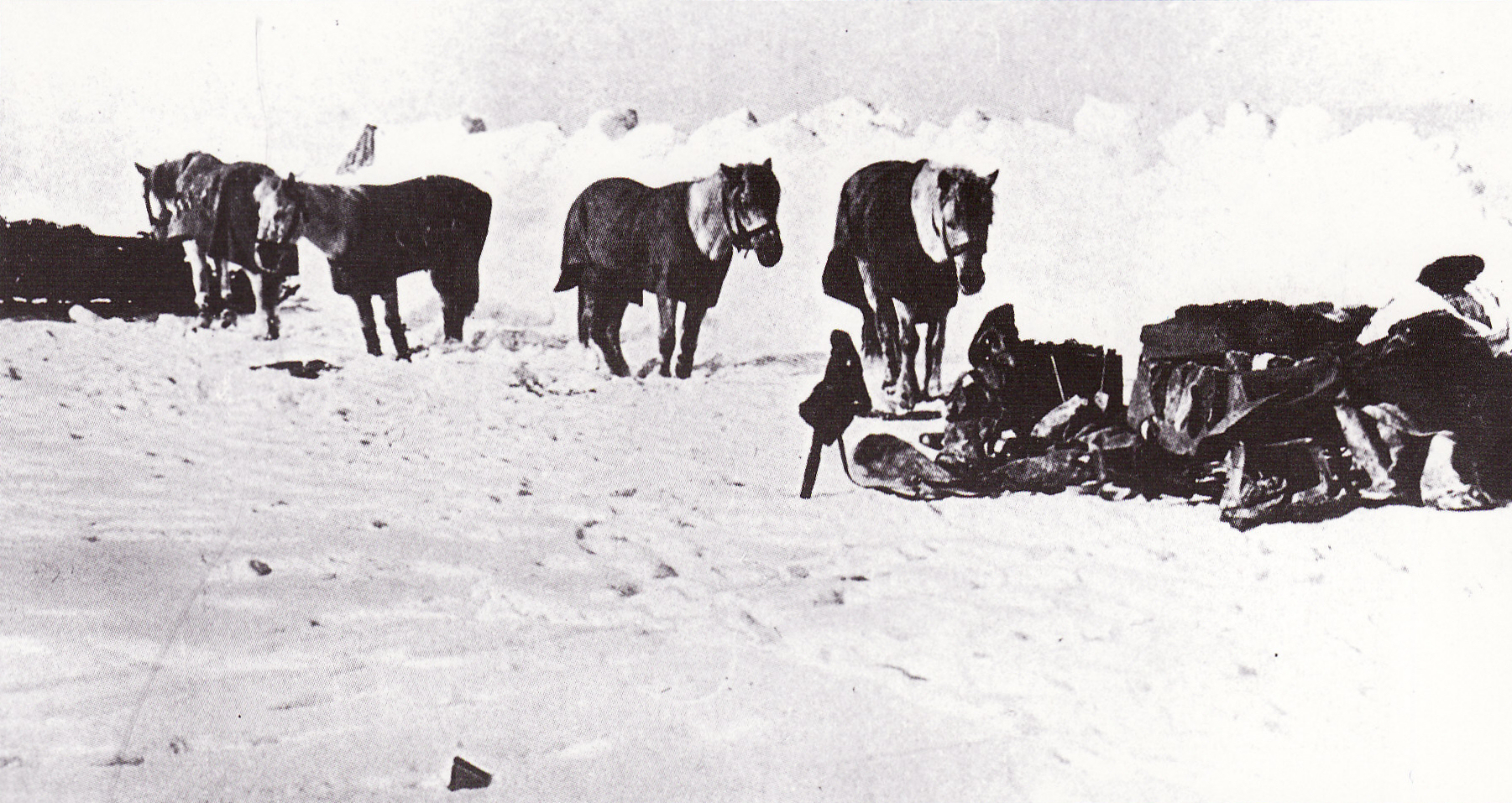
Les poneys de l'expédition.
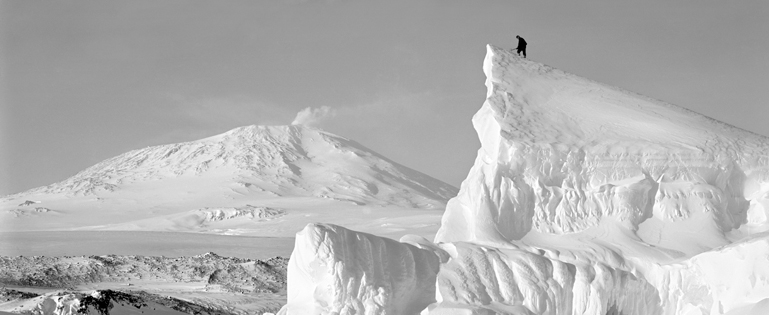
Vue panoramique, 1911.
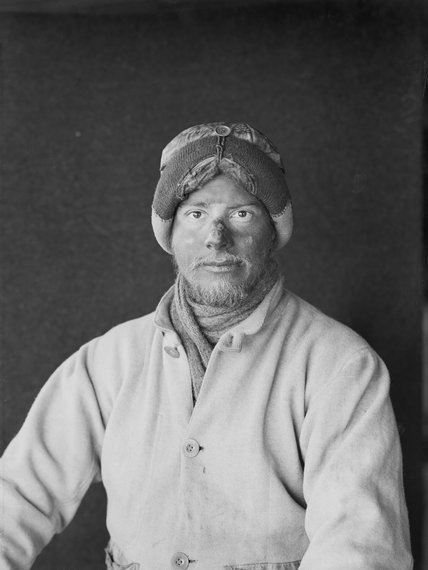
Apsley Cherry-Garrard, janvier 1912.

## Expositions
- 21 décembre 1977 - 19 février 1978 : Antarctic photographs : Herbert Ponting (1870-1935) Scott Expedition (1910-13), Frank Hurley (1885-1962) Mawson Expedition (1911-13) Shackleton Expedition (1914-16), National Gallery of Victoria, Melbourne.
- 10 novembre - 11 décembre 2010 : le Grand Blanc. La photographie et la conquête du Pôle Sud, galerie LʼAtelier dʼArtistes, Paris - photographies de Frank Hurley et Herbert Ponting[16],[17].
- 8 décembre 2020 – 30 janvier 2021 : Endurance and the Great White Silence. The Antarctic Photographs of Frank Hurley, Herbert Ponting and Captain Scott, Atlas Gallery, Londres[18].